# Гернет, Эдуард Карлович
Эдуа́рд Ка́рлович Герне́т (1829 — после 1908) — русский архитектор, академик Императорской Академии художеств.

## Биография
Родился 26 октября (7 ноября) 1829 года.
Был аттестован Императорской Академии художеств на звание неклассного художника в 1853 году. В 1860 году получил звание академика за проект «Городской думы».
Служил архитектором в Пскове (1865—1886), с 1871 года — городской архитектор. Служил архитектором Московских Императорских театров (1886—1896). Осуществил перестройку тыльной части Большого театра (1886). Участвовал в работах по подведению фундаментов под Большой и Малый театры. Служил при Конторе Министерства Императорского двора (до 1900-х).
Умер после 1908 года.
Известные постройки в Санкт-Петербурге:
- Доходный дом. Гончарная ул., 8 — Невский пр., 93 (1861) [4]
- Доходный дом. Невский пр., 93 — Гончарная ул., 8 (1861) [5]
- Доходный дом Липина. Мойки наб., 62 — Гривцова пер., 2 (1863) [6]